# Deutsche Schwimmmeisterschaften 1939
Die 54. Deutschen Meisterschaften im Schwimmen fanden im Jahr 1939 statt.
| Disziplin       | Männer            | Männer                  | Männer        | Frauen              | Frauen        | Frauen |
| Disziplin       | Name              | Verein                  | Zeit          | Name                | Verein        | Zeit   |
| --------------- | ----------------- | ----------------------- | ------------- | ------------------- | ------------- | ------ |
| 100 m Freistil  | Helmut Fischer    | Bremischer SV           | Gisela Arendt | Nixe Charlottenburg |               |        |
| 200 m Freistil  | Manfred Laskowski | Waspo Stettin           |               |                     |               |        |
| 400 m Freistil  | Ruprecht Köninger | SC Hellas Magdeburg     |               | Inge Schmitz        | Spandau 04    |        |
| 1500 m Freistil | Heinz Arendt      | Poseidon Berlin         |               |                     |               |        |
| 200 m Brust     | Arthur Heina      | Poseidon Recklinghausen |               | Inge Schmidt        | TV Eimsbüttel |        |
| 100 m Rücken    | Heinz Schlauch    | Poseidon Erfurt         |               | Liesl Weber         | SV Bayreuth   |        |